# 沉潜的瀑布
《沉潜的瀑布》是三岛由纪夫于1955年创作的长篇小说。

## 故事概要
城所升是名水库设计师，他年轻英俊且事业有成，经常与素昧平生的女子发生一夜情，但从没有真正动过感情。有一天她遇到有夫之妇显子，她从未达到过性高潮。升高兴地发现这是一个和自己相同的女人，他试图与显子构建起完全脱离情感的"人工的爱"。可是显子却真的对升动了情，城所升发现后大失所望。被升抛弃的显子彻底绝望，从瀑布上跳下自尽。

## 主要人物
城所升
27岁，拥有浅黑的肌肤和英俊的面孔。三年前去世的祖父是城所九造会社社长。他是电力工程师、土木工程师和水坝设计师，接手了奥野河大坝的设计建造任务。他擅长伪装，常常在夜间引诱年轻女子，和他们发生一夜情，但自己又很反对男女之间的恋爱。他后来遇到了菊池显子，发现她和自己十分相像。于是他们展开了没有感情实质的“人工恋情”。可是不久后顕子真的对升产生了感情，升于是对她兴致全无。城所升33岁时，奥野河大坝建成。
菊池显子
瀬山
加奈子
景子
房江
由良子
林技師長
田代
佐藤
菊池祐次郎
房江的丈夫